# Raja Pervez Ashraf

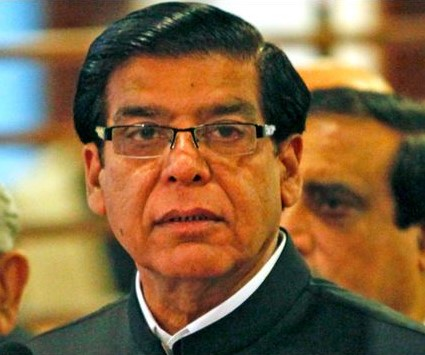
Raja Pervez Ashraf

Raja Pervez Ashraf (Urdu راجہ پرویز اشرف, auch Raja Perwez Aschraf; * 26. Dezember 1950 in Sanghar, Sindh) ist ein pakistanischer Politiker und ein Mitglied der Pakistanischen Volkspartei (PPP).  Von März 2008 bis Februar 2011 war er Minister für Wasser und Energie im Kabinett Yousaf Raza Gilanis. Nach seiner Wahl am 22. Juni 2012 war er bis zum 15. März 2013 der amtierende Premierminister Pakistans. Er war der Amtsnachfolger Yousaf Raza Gilanis (PPP), der auf Grund einer Verurteilung wegen Justizbehinderung seines Amtes enthoben wurde.

## Politische Karriere

### Minister für Wasser und Energie
Zwischen März 2008 und Februar 2011 war Ashraf Minister für Wasser und Energie. Während dieser Zeit vergab er zahlreiche Aufträge an ausländische Firmen zum Bau von Stromaggregaten, die dann später an den pakistanischen Staat vermietet werden sollten. Von Seiten der Opposition wurde ihm vorgeworfen, bei der Vergabe dieser Projekte Schmiergelder angenommen zu haben.
Des Weiteren wurde er für die zahlreichen Stromausfälle kritisiert, die sich wegen des schlechten Zustands des Stromnetzes und des Ausfalls einiger Wasserkraftwerke auf Grund einer anhaltenden Trockenheit immer wieder ereigneten.

### Wahl zum Premierminister
Nachdem Yousaf Raza Gilani auf Grund einer Verurteilung wegen Missachtung des Gerichts im Zusammenhang einer Korruptionsaffäre um Präsident Asif Ali Zardari seines Amtes als Premierminister enthoben wurde, einigte sich die Pakistanische Volkspartei mit ihren Koalitionspartnern der Pakistan Muslim League und anderer kleiner Parteien auf Makhdoom Shahabuddin als Kandidaten für die Wahl des Premierministers durch das Parlament. Gegen Shahabuddin gab es allerdings schon zuvor Korruptionsvorwürfe, so dass kurz nach seiner Nominierung ein Haftbefehl gegen ihn erlassen wurde, weshalb die Pakistanische Volkspartei mit ihren Koalitionspartnern einen neuen Kandidaten finden mussten. Schließlich gelang es den Parteien, sich auf Raja Pervez Ashraf als Kandidaten zu einigen. Nach einer Probeabstimmung, bei der Ashraf 200 Stimmen erhalten hatte, galt seine Wahl als gesichert. Schließlich wurde er am 22. Juni 2012 mit 211 von 342 Stimmen zum neuen Premierminister von Pakistan gewählt.

### Konflikt mit Oberstem Gerichtshof
Wie schon sein Vorgänger Gilani wurde Ashraf vom Obersten Gerichtshof Pakistans dazu aufgefordert, die Schweizer Behörden zu bewegen, ein Korruptionsverfahren gegen Präsident Zardari wieder aufzunehmen. Politiker von Ashrafs Volkspartei vermuten ebenso wie einige unabhängige Journalisten, dass der oberste Richter Iftikhar Muhammad Chaudhry dadurch einen „persönlichen Rachefeldzug“ gegen den Präsidenten führe. Ashraf wurde eine Frist bis zum 8. August 2012 gewährt, um das Verfahren gegen Zardari in Gang zu setzen. Da sich Ashraf dem verweigerte, lud ihn das Gericht nach Ablauf der Frist für den 27. August vor; Ashraf kam dem nach und hielt dort eine 45-minütige Rede, in der er den Fall beenden zu wollen verkündete. Daraufhin vertagte das Gericht die Anhörung auf den 18. September. Noch vor diesem Datum lenkte Ashraf ein und forderte den Justizminister des Landes auf, ein Schreiben aus dem Jahr 2007 zurückzuziehen, das die Schweizer Behörden aufgefordert hatte, die Ermittlungen gegen Präsident Zardari einzustellen. So kam Ashraf indirekt der Forderung des Obersten Gerichts, die Schweiz zu der Wiederaufnahme des Verfahrens zu bewegen, nach. Vermutlich aus diesem Grund wurde die Anhörung auf den 25. September verschoben.
Der Konflikt brach im Januar 2013 wieder auf. Nachdem der Geistliche Muhammad Tahir al-Kadri, welcher sich selbst zum Revolutionsführer ernannt und einen Protestmarsch nach Islamabad organisiert hatte, die Auflösung des Parlamentes und den Rücktritt der Regierung, da er beide der Korruption und der Unterstützung von Terroristen  bezichtigte, gefordert hatte, ordnete der oberste Gerichtshof am 15. Januar 2013 die Festnahme Ashrafs an und forderte die Sicherheitskräfte des Landes dazu auf, für Ashrafs Erscheinen vor Gericht am darauf folgenden Tag zu sorgen. Als Grund für die Festnahme wurden neue Erkenntnisse in einem Korruptionsprozess genannt, welche darauf hinwiesen, dass Ashraf zu seiner Zeit als Energieminister im Zusammenhang mit Energieprojekten Schmiergelder angenommen habe. Von offizieller Seite wurde der Haftbefehl in keinerlei Verbindung zu den Demonstrationen der Anhänger Tahir al-Kadris gebracht. Allerdings wird vermutet, dass nicht nur der oberste Gerichtshof eng mit dem Militär zusammenarbeitet, um den Sturz der aktuellen Regierung zu bewirken, sondern auch, dass aus demselben Grund die Kampagne Tahir-ul-Qadris von den Militärs finanziert wurde.
Allerdings erklärte am 17. Januar die für die Verhaftung zuständige Anti-Korruptionsbehörde, dass sie sich weigere Ashraf zu verhaften, da dafür nicht genug Beweise vorlägen. Daraufhin verlangte der Gerichtspräsident Iftikhar Chaudhry von der Behörde alle den Fall betreffenden Akten vorzulegen, damit diese erneut geprüft werden könnten. Jedoch wurden am 21. Januar die Ermittlungen gegen Ashraf vorläufig eingestellt, nachdem ein Mitarbeiter der Anti-Korruptionsbehörde tot in seiner Wohnung aufgefunden worden war. Ein Sprecher der Behörde erklärte, dass die Ermittlungen wieder aufgenommen würden, sobald die Untersuchungen zu dem Todesfall abgeschlossen seien.

### Rücktritt
Am 16. März 2013 trat Ashraf mit seinem Kabinett gemäß der Verfassung nach dem Ende der 5-jährigen Legislaturperiode zurück und ermöglichte somit Neuwahlen. Bis zum Antritt der neu gewählten Regierung übernahm eine Übergangsregierung die Amtsgeschäfte. Das Ende der Regierung Ashraf gilt als historisch, da nie zuvor eine demokratisch gewählte pakistanische Regierung eine Legislaturperiode überstanden hatte.